# Dhauti
Dhauti is een van de zes shatkarma's uit de kriya's in hatha yoga. Bij dhauti wordt het lichaam intern gereinigd. Van kriya's wordt beweerd, dat ze het lichaam reinigen door het prikkelen van de afscheidingsmechanismen van het lichaam.
Er zijn meerdere vormen van dhauti, zoals:
1. antar dhauti: maag reinigen
  - Vatsara dhauti: windzuivering
  - Varisara dhauti / (Laghoo) shankhaprakshalana: waterzuivering
  - agni sara / vahnisara: vuurzuivering
  - moola shodhana: rectaal reinigen
2. danta dhauti: tanden schoonmaken
  - jihva dhauti: tong schoonmaken
3. hrid dhauti: keel schoonmaken
4. moola sodhana: endeldarm schoonmaken

Kriya's zijn in het algemeen omstreden en sommige kunnen gevaarlijk zijn. Zowel in India als in het Westen zijn er yogascholen die de reinigingstechnieken wel en die ze niet uitoefenen en verschillen de meningen of de kriya's in de huidige tijd nog van waarde zijn.
Yogi André Van Lysebeth beschrijft in zijn standaardwerk Yoga. Doen en begrijpen bijvoorbeeld alleen over de dhauti van de tong, waarbij hij gebruikmaakt van een houten tongschraper.